# Gómez Farías (estación)
Gómez Farías es una de las estaciones que forman parte del Metro de la Ciudad de México, perteneciente a la Línea 1. Se ubica al oriente de la Ciudad de México, en la alcaldía Venustiano Carranza.

## Información general
La estación recibe su nombre por estar localizada en la colonia Valentín Gómez Farías y esta a su vez por Valentín Gómez Farías quien presidió el congreso constituyente de 1857 y que fue Presidente de México en varias ocasiones durante el Siglo XIX y el icono de la estación es la representación de la Constitución de 1857.

### Remodelación
La estación fue clausurada el 11 de julio de 2022 debido a los trabajos de remodelación de la Línea 1 del Metro. El proyecto contemplaba inicialmente la reapertura de la estación en febrero de 2023. Durante la remodelación se habilitaron varias rutas de autobuses de RTP para suplir la demanda de transporte.
La estación fue reabierta el 29 de octubre de 2023, siete meses después de la fecha prevista. La reapertura incluyó que el acceso a la estación sólo se pudiera realizar mediante la tarjeta de movilidad integrada, retirando la posibilidad de ingresar mediante boleto.

## Afluencia
En 2014, Gómez Farías se convirtió en la 23° estación más utilizada de la red, al registrar una afluencia promedio de 41,323 pasajeros en día laborable.
| Tipo de día   | Afluencia promedio "Línea 1" |
| ------------- | ---------------------------- |
| Día festivo   | 23 946                       |
| Día laboral   | 39 956                       |
| Fin de semana | 32 478                       |
| Anual         | 13 642 448                   |

La siguiente tabla muestra la afluencia de la estación en los últimos 10 años:
| Afluencia Anual de Pasajeros | Afluencia Anual de Pasajeros | Afluencia Anual de Pasajeros | Afluencia Anual de Pasajeros | Afluencia Anual de Pasajeros | Afluencia Anual de Pasajeros |
| ---------------------------- | ---------------------------- | ---------------------------- | ---------------------------- | ---------------------------- | ---------------------------- |
| Año                          | Afluencia                    | A Diario                     | Ranking                      | Incremento                   | Ref.                         |
| 2024                         | -                            | -                            | -                            | -                            |                              |
| 2023                         | 828,313                      | 2,269                        | 180°/187                     | -81.84%                      | [ 6 ]                        |
| 2022                         | 4,560,126                    | 12,493                       | 94°/175                      | -37.85%                      | [ 7 ]                        |
| 2021                         | 7,337,725                    | 20,103                       | 22°/195                      | -3.93%                       | [ 8 ]                        |
| 2020                         | 7,637,970                    | 20,868                       | 24°/195                      | -26.28%                      | [ 9 ]                        |
| 2019                         | 10,360,851                   | 28,385                       | 48°/195                      | -14.80%                      | [ 10 ]                       |
| 2018                         | 12,161,295                   | 33,318                       | 32°/195                      | +1.87%                       | [ 11 ]                       |
| 2017                         | 11,938,118                   | 32,707                       | 33°/195                      | -15.75%                      | [ 12 ]                       |
| 2016                         | 14,170,037                   | 38,715                       | 23°/195                      | -6.34%                       | [ 13 ]                       |
| 2015                         | 15,129,911                   | 41,451                       | 20°/195                      | -1.44%                       | [ 14 ]                       |

## Conectividad

### Salidas
- Norte: Calzada Ignacio Zaragoza esquina Relaciones Exteriores, Colonia Federal.
- Sur: Calzada Ignacio Zaragoza esquina Calle 31, Colonia Valentín Gómez Farías.